# Gredisans
Gredisans é uma comuna francesa na região administrativa de Borgonha-Franco-Condado, no departamento de Jura. Estende-se por uma área de 2,37 km². Em 2010 a comuna tinha 137 habitantes (densidade: 57,8 hab./km²).